# پاشنه‌نشینی

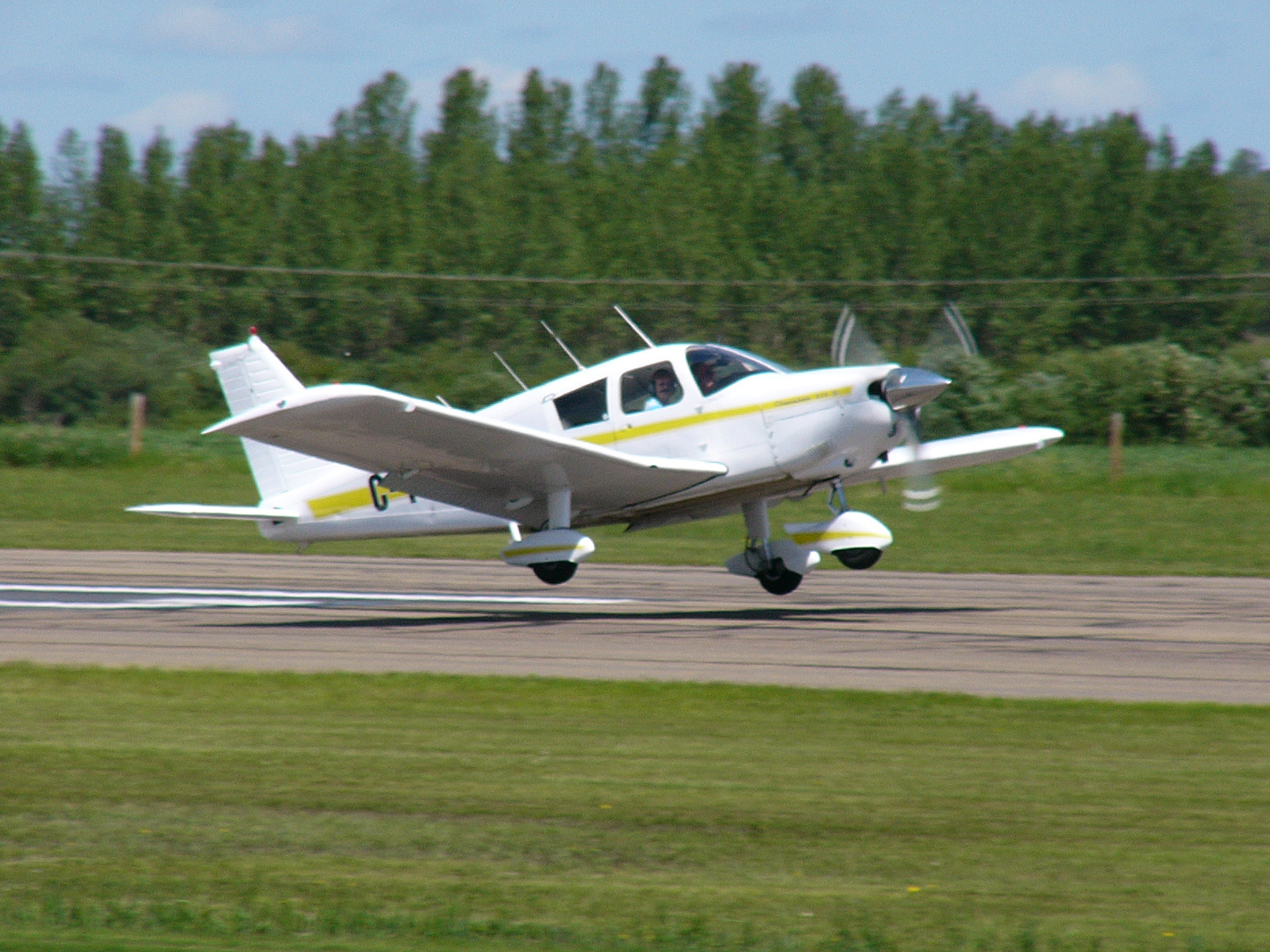
پایپر پی‌ای-۲۸ چروکی در حال پاشنه‌نشینی.

پاشنه‌نشینی (flare) مرحله‌ای از پرواز است پیش از تماس با زمین که در آن دماغهٔ هواپیما بالا آورده می‌شود تا سرعت فرود کم شود؛ در این حالت، نخست چرخ‌های عقب با باند تماس می‌یابد.
اگر خلبان با سرعت زیاد آغاز به پاشنه‌نشینی کند باله‌ها نیروی برآی زیادی تولید کرده و هواپیما دوباره ارتفاع می‌گیرد. اگر خلبان در ارتفاع بیش از حد آغاز به پاشنه‌نشینی کند هواپیما که پاشنه‌اش هنوز با باند تماس نیافته دچار حالت واماندگی می‌شود و سقوط کرده و به باند کوبیده می‌شود.
به نشست هواپیماهای دارای چرخ دماغه به‌صورتی که هر سه ارابهٔ فرود هم‌زمان با سطح باند تماس پیدا کنند تخت‌نشینی no-flare landing گفته می‌شود.